# Il vento m'ha cantato una canzone
Pour plus de détails, voir Fiche technique et Distribution.
Il vento m'ha cantato una canzone est une comédie musicale italienne réalisée par Camillo Mastrocinque et sortie en 1947.

## Synopsis
Le commandeur Torelli, propriétaire d'une usine de cosmétiques, est le mécène d'une émission de radio en soirée. L'émission ne rencontre pas l'approbation du public et Torelli, mécontent, téléphone à la radio pour protester. Paolo, le secrétaire, répond et non seulement se range à l'avis du commendatore, mais il fait également des remarques offensantes au directeur de la radio qui, ayant entendu l'appel téléphonique, le licencie. Paolo, qui est musicien, va raconter ses problèmes à Laura, une barmaid qui a pour violon d'Ingres le chant et la danse : avec d'autres artistes et sous la direction d'un imprésario improvisé, Renato, ils décident d'utiliser un stratagème pour tromper le commandeur et se faire embaucher à l'antenne. 
Laura se fait passer pour une baronne et se fait courtiser par Torelli, tandis que Paolo et Renato suscitent l'intérêt de la femme du commandaeur et d'un ami. Dans une discothèque, ils provoquent une scène de jalousie et Paolo gifle le commandeur. C'est alors que le groupe d'amis se retrouve dans un bar, où ils parviennent à entrer dans le circuit radiophonique et à diffuser un programme de chansons et de musique de jazz, très applaudi par le public. Enthousiaste, le commandeur décide d'engager toute l'entreprise et de s'associer à la station de radio.

## Fiche technique
- Titre original italien : Il vento m'ha cantato una canzone[1] (litt. « Le vent m'a chanté une chanson »)
- Réalisateur : Camillo Mastrocinque
- Scénario : Anton Giulio Majano, Camillo Mastrocinque, Vittorio Nino Novarese
- Photographie : Arturo Gallea
- Montage : Giuseppe Vari
- Musique : Ulisse Siciliani, Vallardi
- Décors : Aldo Calvo
- Costumes : Aldo Costanzi
- Production : Luigi Bigerna
- Société de production : Audax Film
- Pays de production :  Italie
- Langue originale : italien
- Format : Noir et blanc - 1,37:1 - Son mono - 35 mm
- Durée : 95 minutes
- Genre : Comédie musicale
- Date de sortie :
  - Italie : 19 avril 1947

## Distribution
- Laura Solari : Laura
- Alberto Sordi : Paolo
- Virgilio Riento : Scipione
- Pietro Bigerna : Renato
- Aldo Fabrizi : Gaetano
- Maria Caniglia : elle-même
- Galeazzo Benti : Galeazzo
- Carlo Mazzarella :
- Lia Orlandini :
- Laura Gore :
- Gorella Gori :